# Wechselbanan
|  |  |  |

|  | Straight track |

|  | Station on track |

|  | Enter and exit tunnel |

| Unknown BSicon "hSTRae" |

|  | Enter and exit tunnel |

|  | Enter and exit tunnel |

|  | Enter and exit tunnel |

|  | Station on track |

|  | Enter and exit tunnel |

|  | Station on track |

|  | Enter and exit tunnel |

|  | Stop on track |

|  | Station on track |

|  | Unknown BSicon "ABZgl" |

|  | Straight track |

|  |  |  |

|  | Straight track |

|  | Station on track |

|  | Enter and exit tunnel |

| Unknown BSicon "hSTRae" |

|  | Enter and exit tunnel |

|  | Enter and exit tunnel |

|  | Enter and exit tunnel |

|  | Station on track |

|  | Enter and exit tunnel |

|  | Station on track |

|  | Enter and exit tunnel |

|  | Stop on track |

|  | Station on track |

|  | Unknown BSicon "ABZgl" |

|  | Straight track |

Wechselbanan är en 21 kilometer lång enkelspårig järnväg i de österrikiska förbundsländerna Niederösterreich och Steiermark. Den går från Aspang där den ansluter till den Aspangbanan över Wechselbergen till Friedberg där den ansluter till Pinkatalbanan och Thermenbanan.

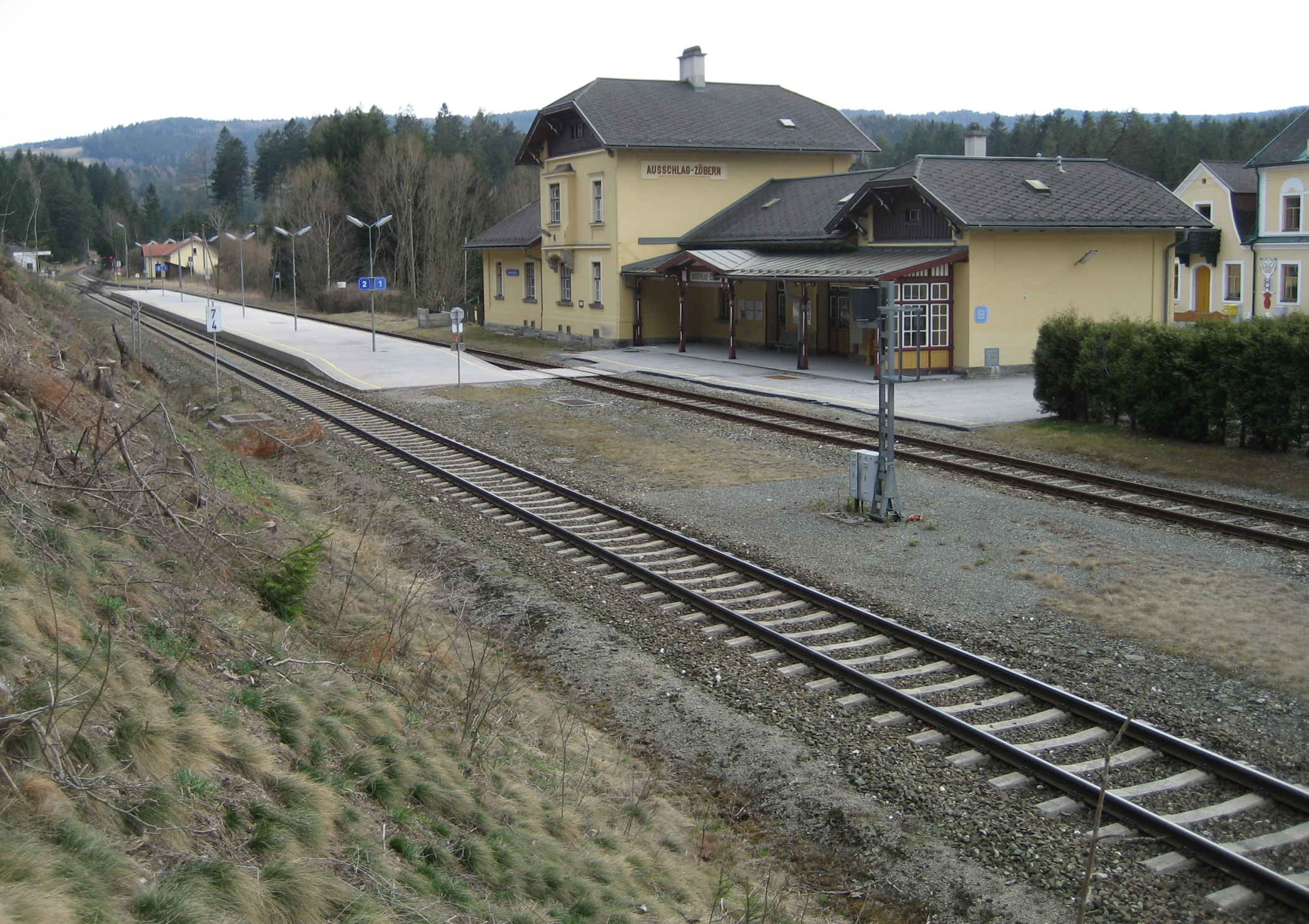
Stationen Ausschlag-Zöbern

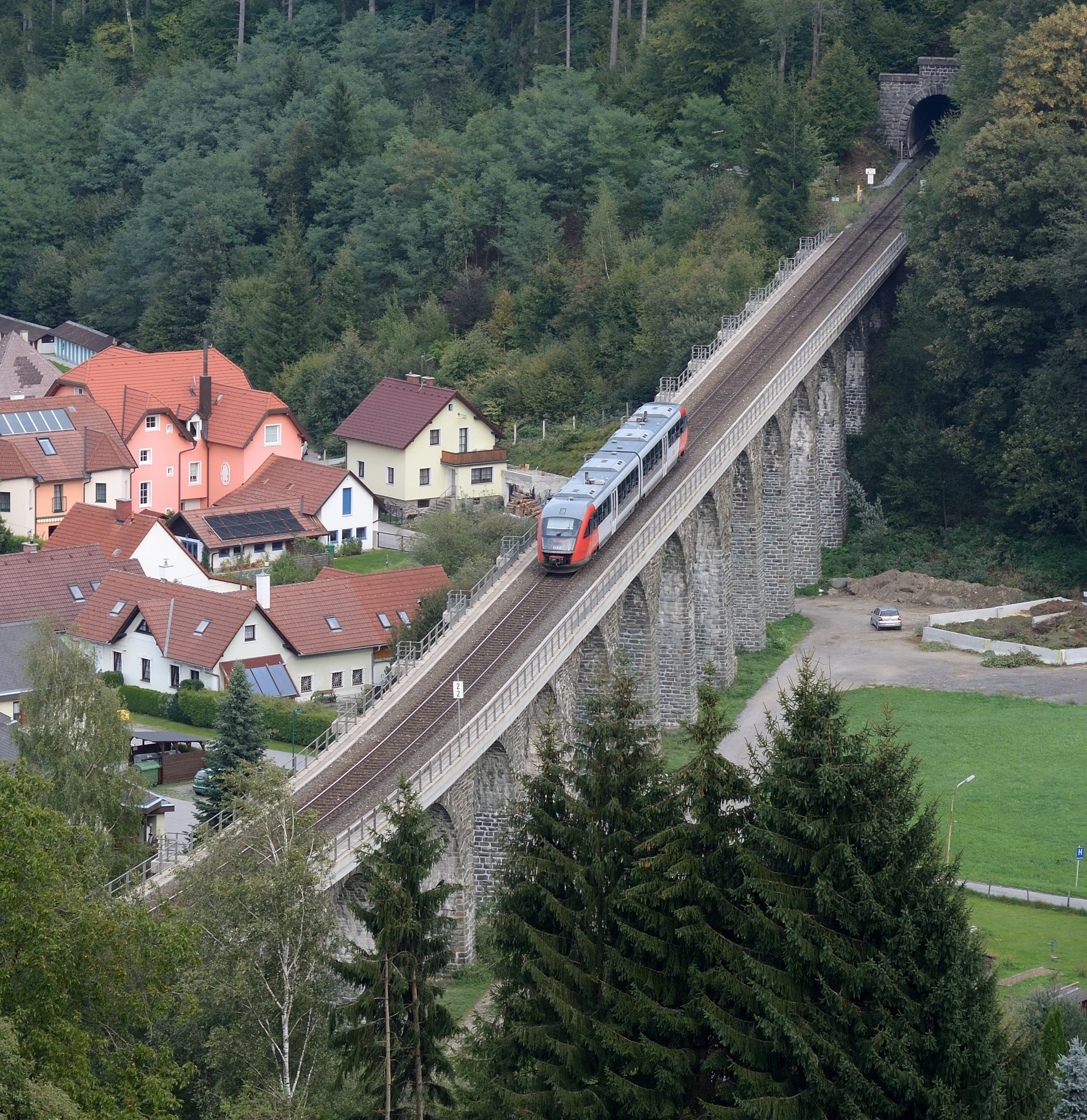
Murtalviadukt

Bahnen invigdes 1910. Därmed skapades ytterligare en järnvägsförbindelse mellan Wien och Graz via Aspangbanan – Wechselbanan – Thermenbanan och Steierska östbanan. Men sträckan är betydligt längre än sydbanan och har idag bara betydelse för regional- och lokaltrafik. Genomgående tåg (inga snälltåg) behöver fyra timmar. 
Banan trafikeras idag av regionaltåg. 